# 卡斯特 (密歇根州)
卡斯特（英語：Custer）是位於美國密歇根州梅森縣卡斯特鎮區的一個村。

## 人口
根據2020年美國人口普查的數據，卡斯特的面積為2.76平方千米，當中陸地面積為2.76平方千米，而水域面積為0.00平方千米。當地共有人口272人，而人口密度為每平方千米98人。